# Salgótarján BTC

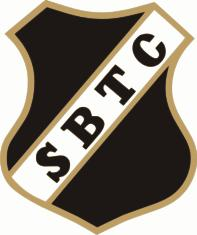
Logo van Salgótarjáni Barátok Torna Club

Salgótarján BTC is een Hongaarse club uit Salgótarján, waarbij BTC staat voor Bányász Torna Club. De club werd opgericht in 1920.

## Geschiedenis
De club speelde voor het eerst in de hoogste klasse in 1935/36 en werd voorlaatste. Bij de terugkeer in 1940/41 werd BTC achtste op veertien clubs. Twee jaar later werd zelfs de vijfde plaats behaald. Door de Tweede Wereldoorlog stond het voetbal even op een laag pitje maar na de oorlog speelde de club weer in de hoogste klasse die nu in verschillende reeksen was opgedeeld, BTC plaatse zich niet voor het volgende seizoen dat weer uit één reeks bestond maar was wel weer van de partij in 1947 en speelde de volgende jaren in de middenmoot. Midden jaren 50 werden betere resultaten gehaald en stond Salgótarján in de subtop. Tijdens de jaren 60 moest BTC zich tevreden stellen met een plaats in de lagere middenmoot.
Begin jaren 70 ging het dan weer beter met eerst een zevende plaats en dan een derde plaats in 1972 wat recht gaf op Europees voetbal, maar in de eerste ronde was het Griekse AEK Athene te sterk voor de club. Na enkele relatief goede seizoenen degradeerde de club onverwachts in 1977. Na één seizoen keerde de club terug, maar moest in 1980 opnieuw afscheid nemen van de hoogste klasse. Het zou zelfs een definitief vaarwel zijn want de club slaagde er niet meer in om nog terug te keren. Sinds 2004 speelt de club wisselend op het derde en vierde niveau.

## Salgótarján in Europa
#R = #ronde, T/U = Thuis/Uit, W = Wedstrijd, PUC = punten UEFA coëfficiënten .
Uitslagen vanuit gezichtspunt Salgótarján BTC
| Seizoen | Competitie | Ronde | Land                       | Club             | Totaalscore | 1e W    | 2e W    | PUC |
| ------- | ---------- | ----- | -------------------------- | ---------------- | ----------- | ------- | ------- | --- |
| 1958    | Donau Cup  | 1R    | Vlag van Tsjecho-Slowakije | Rudá Hvězda Brno | 2-4         | 0-3 (U) | 2-1 (T) | 0.0 |
| 1972/73 | UEFA Cup   | 1R    | Vlag van Griekenland       | AEK Athene       | 2-4         | 1-3 (U) | 1-1 (T) | 1.0 |

Totaal aantal punten voor UEFA coëfficiënten: 1.0